# خاندان اینوگاکه اوئه‌سوگی
خاندان اینوگاکه اوئه‌سوگی (به ژاپنی: 犬懸上杉家 いぬがけうえすぎけ) خاندان شیجو اوئه‌سوگی نیز نامیده می‌شود. یکی از خاندان‌های اوئه‌سوگی بود که در دوره موروماچی منطقه کانتو را اشغال کردند. خاندان اینوگاکه زمانی یک خانواده معتبر بود که به عنوان ارباب خاندان اوئه‌سوگی در نظر گرفته می‌شد و در اواسط دوره موروماچی به کانتو کانری تبدیل شد و بر کل منطقه کانتو با مرکزیت ولایت شیموسا نفوذ کرد. قدرت این خاندان به دلیل شورش اوئه‌سوگی زنشو به شدت کاهش یافت.
خاندان دیگر این منطقه خاندان یامانوئوچی اوئه‌سوگی بود. این خاندان با اوئه‌سوگی نوری‌آکی (نخستین کانتو کانری)، رئیس نسل چهارم خاندان اوئه‌سوگی شروع شد و نام آن از محل اقامت خاندان در یامائوچی، کاماکورا گرفته شده است.